# Пост хардкор
Пост хардкорът (на английски: post-hardcore) е музикален жанр, произлизащ от жанра хардкор пънк, който, от своя страна, е наследник на по-общото движение на пънк рока. Както пост пънка, пост хардкорът обхваща широко поле от групи. Много от тях се вдъхновяват от хардкор пънка, но същевременно се стараят предадат по-голямо ниво на изразяване.
Жанрът придобива формата си в средата до края на 80-те, като излизат работи на групи от градове, които вече са с установена хардкор пънк сцена. Това е главно сцената във Вашингтон, където се развиват групи като Фугаци. Освен това малко по-различни като звучене групи, например Биг Блек и Джобокс, се придържат към нойз рок корените си на пост хардкора.